# Coniferales
Coniferales is een botanische naam voor coniferen. 
Een moderne indeling van de coniferen (wereldwijd) zal zijn:
| - Spermatophyta, zaadplanten - † Klasse Lyginopteridopsida - - † Klasse Medullosopsida - - † Klasse Callistophytopsida - - Klasse Cycadopsida - - † Klasse Peltaspermopsida - - - Stam Ginkgophyta - - Stam Gnetophyta - Orde Gnetales - Orde Ephedrales - Orde Welwitschiales - Stam Coniferophyta, Coniferae, Coniferales - † Klasse Cordaitopsida - † Orde Cordaitales - - † Klasse Voltziopsida - Klasse Pinopsida - Orde Pinales - - - † Klasse Caytoniopsida - Stam † Cycadeoidophyta - Stam Angiospermophyta, bedektzadigen |
| Verklaring kleuren: zaadvarens, naaktzadigen, naaktzadigen |

## Naamgeving
De uitgang -ales doet vermoeden dat het om een orde gaat, en dat zal in de praktijk ook wel het geval zijn. Aangezien dit een grammaticaal correcte uitgang in het Latijn is zou deze naam, als andere beschrijvende plantennamen volgens Art 16 van de ICBN gebruikt mogen worden, in elke rang boven die van familie (zie ook Coniferae).
De naam Coniferales wordt meestal in de rang van orde gebruikt. De meest vooraanstaande publicatie die deze naam gebruikt is de 23e druk van de Heukels' Flora van Nederland (2005), voor de orde die de coniferen bevat, dus dezelfde groep die elders ook wel wordt aangeduid met de naam Pinales.
De Heukels gaat uit van drie families die in Nederland vertegenwoordigd zijn: de dennenfamilie (Pinaceae), de cipresfamilie (Cupressaceae) en de taxusfamilie (Taxaceae). De familie Taxodiaceae wordt vaak niet meer erkend: de betreffende soorten zijn ingevoegd bij de familie Cupressaceae. Soms werd de familie Phyllocladaceae onderscheiden, maar de betreffende soorten zullen thuishoren in de familie Podocarpaceae.